# Bomba de cloro
Uma bomba de cloro é um dispositivo de pequena escala que usa a pressão de gases como gás cloro e cloreto de hidrogênio para produzir uma explosão. É feito com um recipiente hermético, onde um tablete de cloro é colocado, juntamente com outros reagentes. O gás produz uma pressão expansiva crescente, rompendo o recipiente.
Popularizado no The Anarchist Cookbook e The Terrorist Handbook, como bomba é uma alternativa mais perigosa que uma bomba de gelo seco, mas do mesmo modo geralmente feita para uso recreacional, sem qualquer intenção de dano. Entretanto, a exposição ao cloro e às substâncias reativas usadas em sua composição pode causar problemas respiratórios caso inalada e também causar danos às membranas mucosas, similares ao gás lacrimogênio. A maioria dos ferimentos relacionados a estes dispositivos envolvem ferimentos nas mãos, cegueira e outros ferimentos nos olhos – geralmente nos próprios fabricantes.[carece de fontes?]